# Étienne-Gaspard Robert
Étienne-Gaspard Robert (Luik, 1763 – Parijs, 1837), beter bekend onder zijn artiestennaam "Robertson", was een prominent Belgisch goochelaar en een belangrijke uitvinder van ontwikkelingen bij de fantasmagorie. Hij werd door Charles Dickens omschreven als "an honourable and well-educated showman" (een eerbiedwaardig en geleerd kunstenmaker).
Naast zijn pionierswerk over projectietechnieken voor zijn shows was hij ook een goede ballonvaarder en docent in fysica.

## Biografie
Robert studeerde in Leuven en werd professor gespecialiseerd in de optica. Hij was tevens een fervent schilder en wilde in Frankrijk een carrière in de kunst nastreven.
In 1790 verhuisde hij naar Parijs en werd schilder/tekenaar. Ondertussen woonde hij ook lessen natuurwetenschappen aan het Collège de France bij, waaronder lessen van Jacques Charles, eveneens wetenschapper en belangrijk persoon in de ballonvaartgeschiedenis.
In 1796, gedurende de Franse Revolutie en drie jaar na de oorlogsverklaring tussen Frankrijk en Groot-Brittannië, sprak hij de Franse overheid aan met een voorstel om oorlogsschepen te verbranden. Hij zou hiervoor gebruikmaken van spiegels die Archimedes gebruikte om zonlicht intens te bundelen naar naderende schepen (Archimedesspiegels). De regering sloeg dit voorstel af.
Zijn experimenten in optica en galvanisme bezorgden hem voldoende kennis voor zijn latere shows.

## Fantasmagorie
In 1793 woonde Robert een toverlantaarnshow van Paul de Philipsthal bij, een van de eerste illusionisten die met zulke shows optrad. Robert was meteen geïnteresseerd om zelf zo'n show in elkaar te steken. Hij liet zich ook door de 17de-eeuwse geleerde Athanasius Kircher inspireren en was vooral geïnteresseerd in de toverlantaarn, een vroege vorm van de diaprojector. De man creëerde zijn eigen versie van het apparaat en voegde enkele verbeteringen toe, waaronder verstelbare lenzen en een beweegbaar vervoerssysteem dat de uitbater in staat zou stellen om de grootte van het geprojecteerde beeld te veranderen. Hiermee kon hij ook verschillende beelden in één keer projecteren. Dit bezorgde het scherm dan ook een spookachtig effect, vooral in een rokerige ruimte. De uitbater kon hierbij dan ook beelden die uit een onzichtbare locatie leken te komen insinueren.
Na verdere verfijning van het systeem ontving hij in 1799, een patent voor zijn Fantoscoop.

### Shows
Robert toerde vervolgens rond met zijn uitvinding. Een acteur speelde dikwijls voor geest.
Dankzij zijn schilderstalent kon hij levensechte afbeeldingen van Franse helden maken om in zijn shows te gebruiken, zoals Jean-Paul Marat, Voltaire en Jean-Jacques Rousseau.
Zijn eerste grote voorstelling in het Échiquier Paviljoen op 23 januari 1798 was zo overtuigend griezelig dat de lokale autoriteiten hem hierover aan de tand voelden. Hij verhuisde naar Bordeaux om daar zijn voorstellingen voort te zetten. Toen hij enkele weken later terugkeerde naar Parijs vloog hij mee als passagier in een ballon. Eenmaal thuis ontdekte hij dat twee podiumassistenten de voorstellingen zonder hem verder hadden gezet.
Hij verfijnde de show en koos voor een vaste locatie. Op 3 januari 1799 gingen die door in de donkere omgeving van het vervallen Convent van de Kapucijnen naast de Place Vendôme. Als het publiek de ruimte binnentrad werd het al met optische illusies geconfronteerd. Roberts las hierbij een monoloog voor over de dood, vergezeld van griezelige geluidseffecten.
Daarna werd er met een mengsel van zwavelzuur en aqua fortis rook gemaakt om de geestachtige projecties op te projecteren.
De show werd vier jaar op diezelfde locatie gepresenteerd. Daarna trok hij de wereld rond. Hij deed Rusland, Spanje en de VS aan, naast vele andere landen. Tijdens zijn reis spendeerde hij veel tijd met ballonvaarten.

## Ballonvaart
Robert was een goede ballonvaarder en op 18 juli 1803 vestigde hij een hoogterecord in Hamburg in een montgolfière. Hij spendeerde tijdens zijn vluchten ook veel tijd om meteorologische fenomenen te bestuderen.
Hij deed talloze waarnemingen: opnemen van barometer en thermometer bij verschillende hoogtes en vormen van de wolkenformaties, het gedrag van de parachutes op verschillende hoogtes, de verdamping van ether, de elektrische eigenschappen van verschillende materialen, het gedrag van een magneetnaald, het kookpunt van water op grote hoogte, geluidsoverdracht op verschillende hoogtes, de invloed van grote hoogten op dieren (duiven en vlinders), de sterkte van de zonnestraling, het zonnespectrum, zwaartekrachteigenschappen, de chemische samenstelling en de druk van de lucht.
Zijn resultaten spraken dikwijls de toen bekende wetten van de natuurkunde tegen. Prof. L.W. Gilbert besprak Roberts bevindingen met hem en publiceerde en corrigeerde ze in een artikel in Annalen der Physik.
In 1806 en voor het oog van meer dan 50 000 mensen, waaronder leden van het koningshuis, vloog Robert met zijn ballon van Kasteel Rosenborg in Kopenhagen tot Roskilde, een opmerkelijk feit in die tijd. Het maakte indruk op Hans Christian Ørsted, die er een gedicht over schreef. Op 7 september 1806 steeg hij met zijn ballon op vanuit Stockholm en landde vier minuten later in Humlegården, waarmee hij de eerste geslaagde ballonvaart in Zweden maakte.

## Trivia
- Robert opende de derde Jardin de Tivoli, Paris officieel op 14 mei 1826.
- Robert ligt begraven op Père Lachaise.[8]

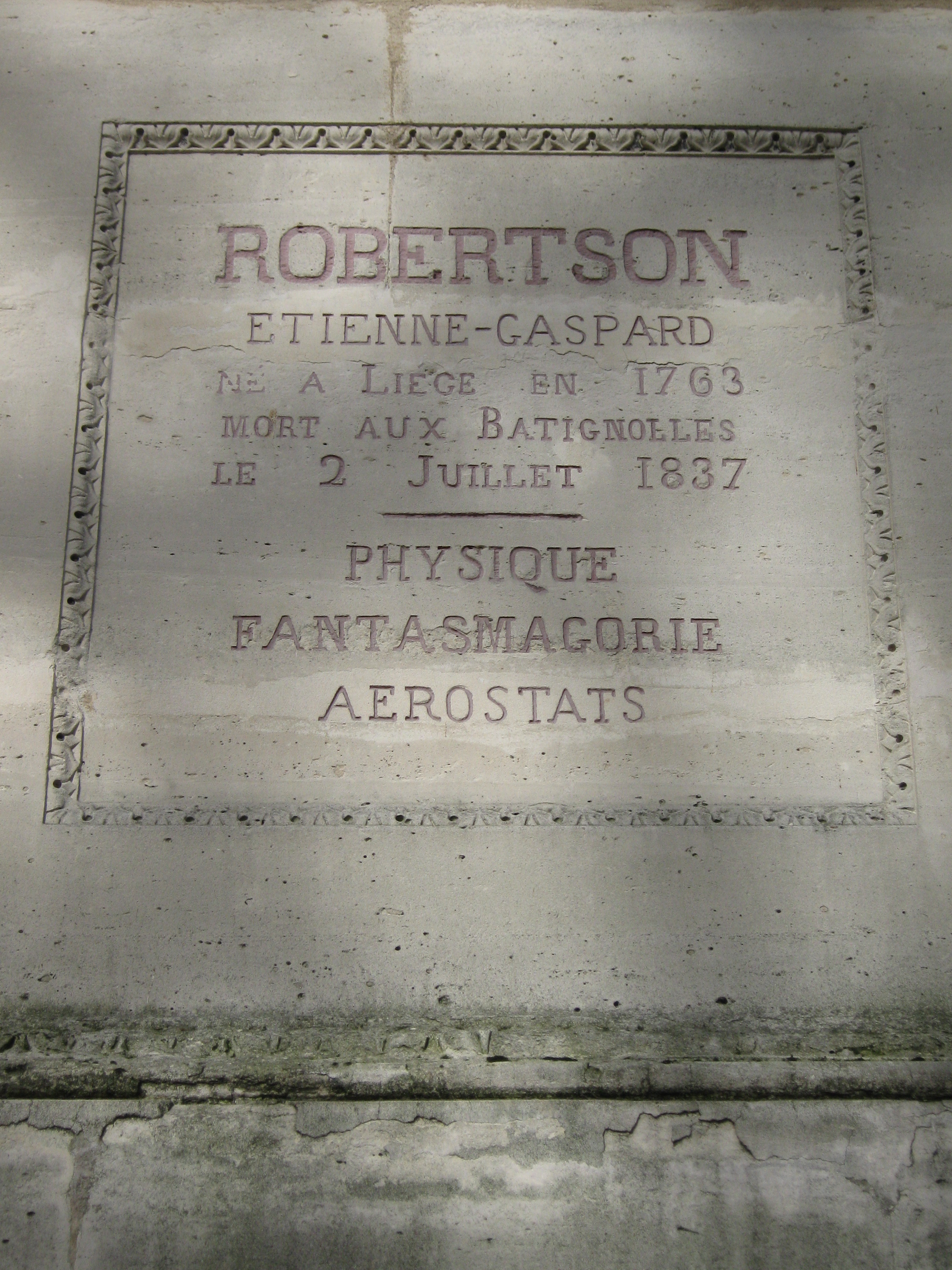
Robertson Grafsteen, Parijs, Frankrijk
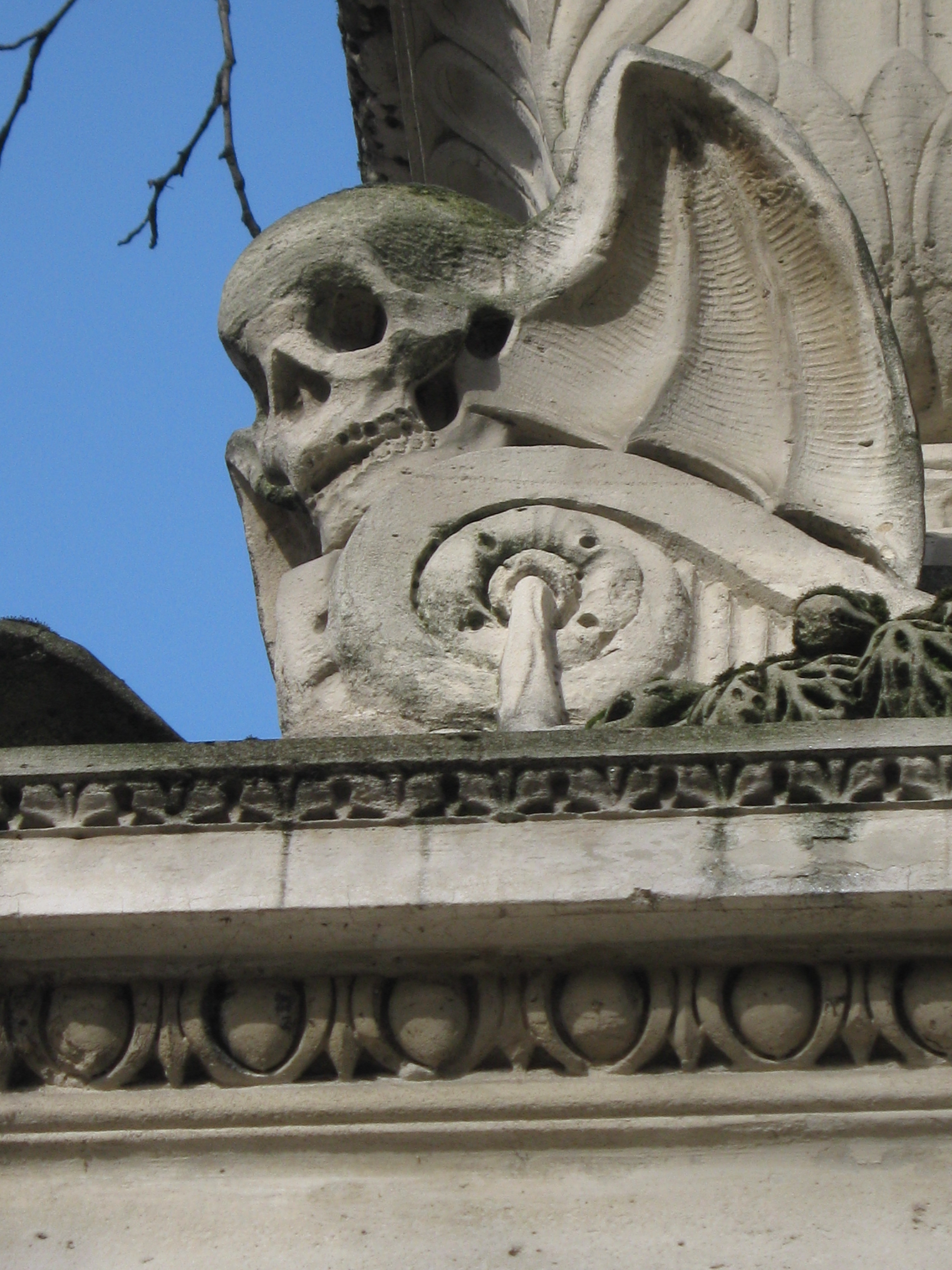
Detail van Robertson grafsteen
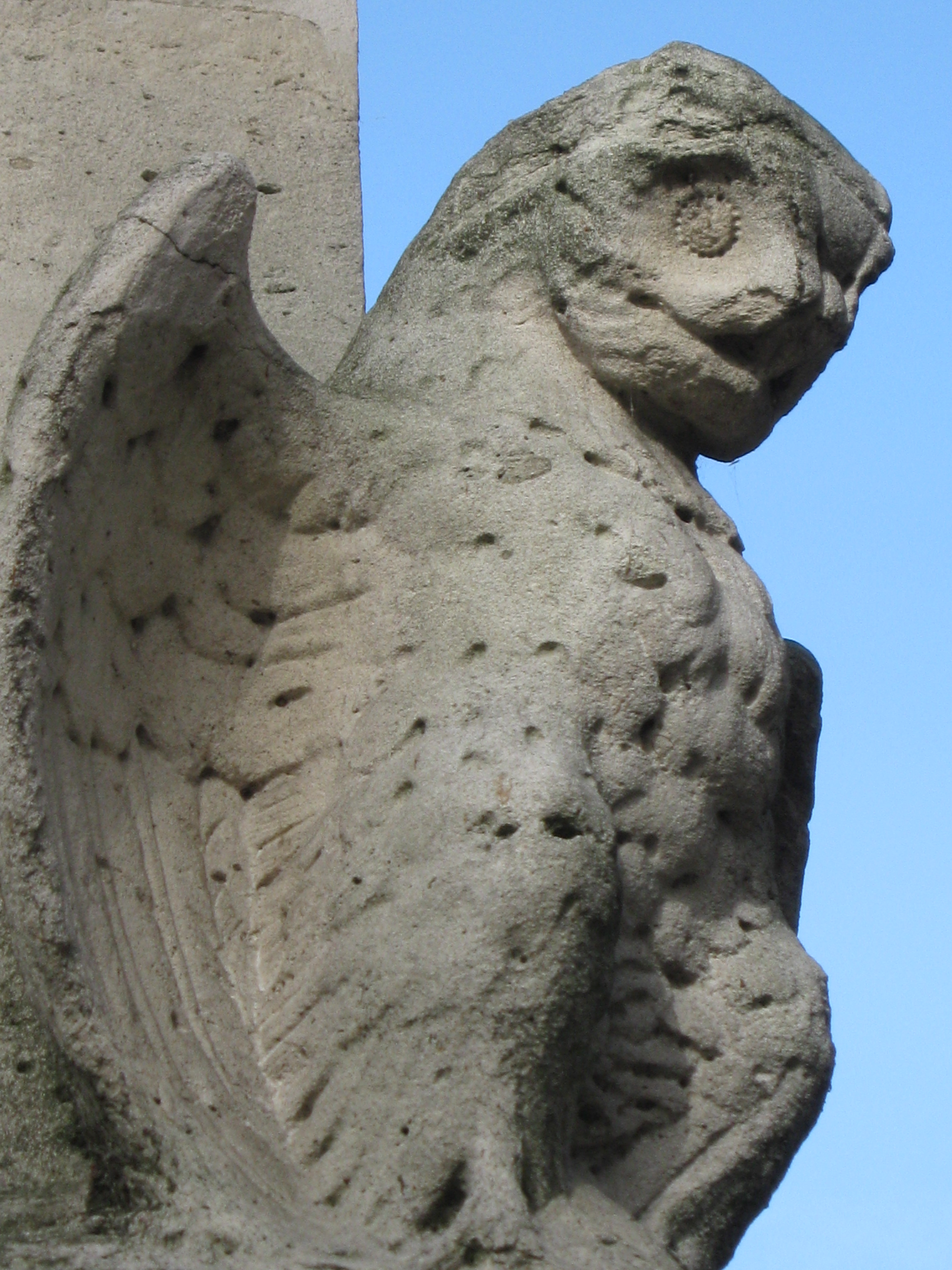
Detail van Robertson grafsteen
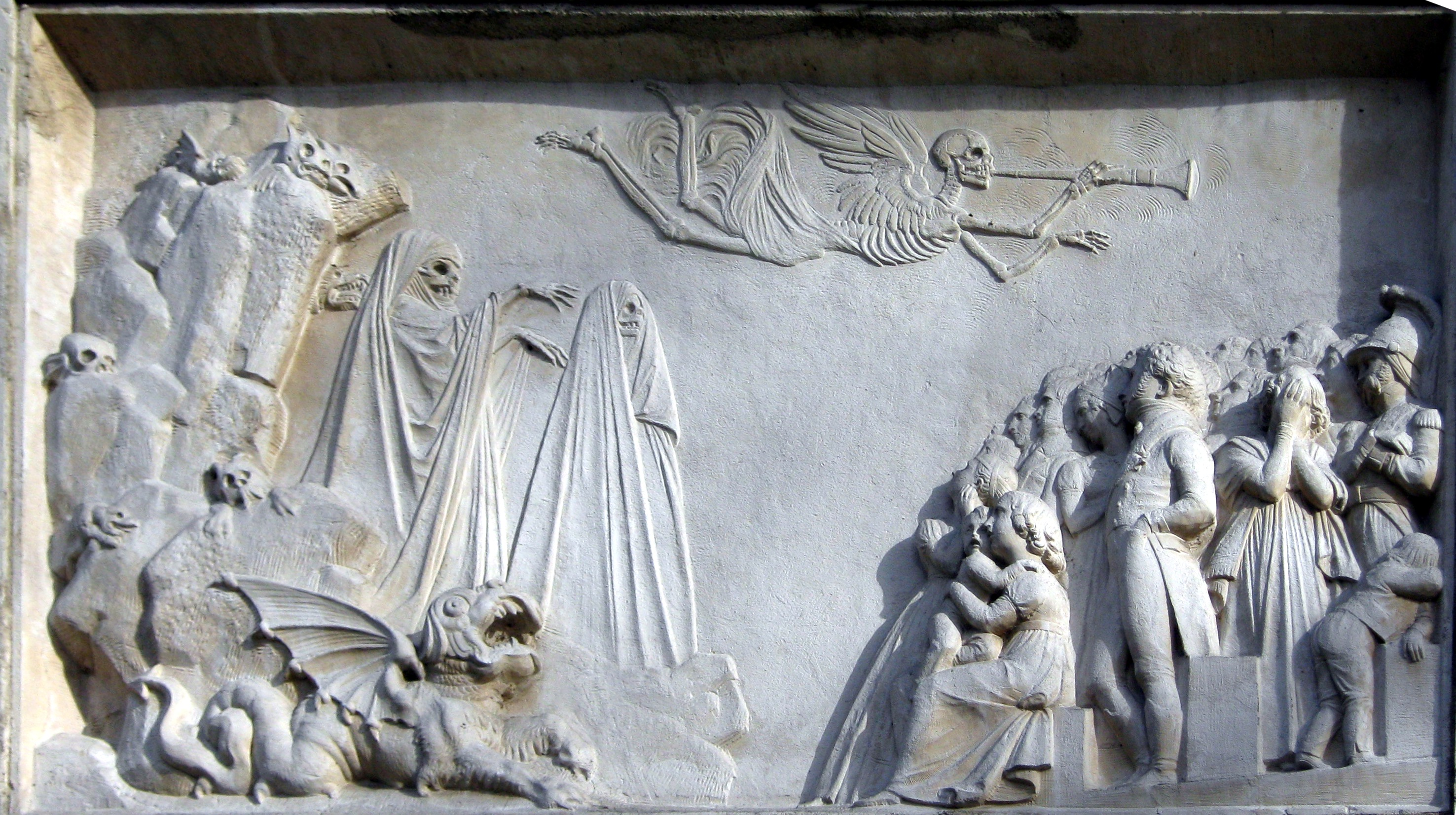
Detail van Robertson grafsteen

## Andere naslagwerken
- Sauvage, Emmanuelle. "Les fantasmagories de Robertson: entre «spectacle instructif» et mystification" (French).
- Levie, Françoise : Étienne-Gaspard Robertson. La vie d'un fantasmagore, 355 p., Le Préambule (Collection Contrechamp), 1990. ISBN 2-89133-117-6

- Biblioteca Nacional de España: XX1749426
- Bibliothèque nationale de France: cb12051454r (data)
- Gemeinsame Normdatei: 116576677
- International Standard Name Identifier: 0000 0000 8033 1205
- Library of Congress Control Number: n85178100
- SNAC: w6tc4pv2
- Système universitaire de documentation: 034680438
- Virtual International Authority File: 121725038
- WorldCat: E39PBJcBWTbfq3dKyTQHWQJRrq